# اورانیوم نیترید
اورانیوم نیترید (به انگلیسی: Uranium nitride) با فرمول شیمیایی U۲N۳ یک ترکیب شیمیایی است. که جرم مولی آن ۵۱۸٫۰۷۸ g/mol می‌باشد. شکل ظاهری این ترکیب، بلورهای جامد سفید بی‌بو است.

## نگارخانه